# Морес
Морес (італ. Mores, сард. Mores) — муніципалітет в Італії, у регіоні Сардинія,  провінція Сассарі.
Морес розташований на відстані близько 340 км на південний захід від Рима, 150 км на північ від Кальярі, 31 км на південний схід від Сассарі.
Населення — 1917 осіб (2014).
Щорічний фестиваль відбувається 25 листопада. Покровитель — Santa Caterina d'Alessandria.

## Демографія
Населення за роками:

Станом на 1 січня 2023 року в муніципалітеті офіційно проживало 59 іноземців з 9 країн, серед них 23 громадяни країн Євросоюзу.

## Сусідні муніципалітети
- Ардара
- Боннанаро
- Бонорва
- Іттіредду
- Оцієрі
- Сіліго
- Торральба

## Міста-побратими
- Санта-Джулетта, Італія